# New Nigeria Bank Football Club
Le New Nigeria Bank Football Club est un club nigérian de football disparu basé à Benin City. 

## Palmarès
- Coupe de l'UFOA (2)
  - Vainqueur : 1983 et 1984
  - Finaliste : 1988

- Championnat du Nigeria (1)
  - Champion : 1985
  - Vice-champion : 1984

## Anciens joueurs
- Wilfred Agbonavbare
- Humphrey Edobor
- Peter Egharevba
- Franklin Howard
- Austin Igbinabaro
- Stephen Keshi
- Henry Nwosu
- Bright Omokaro
- Monday Osagie
- Samson Ozogula
- Austin Popo
- Paul Yusuf